# Reynolds (Dakota Północna)
Reynolds – miasto w Stanach Zjednoczonych, w stanie Dakota Północna, w hrabstwie Grand Forks.